# Ion Militaru
Ion Militaru (n. 1 ianuarie 1960, Goiești, Dolj) este un filosof român, cercetător științific gradul I în cadrul Academiei Române, la Institutul de Cercetări Socio-Umane „C.S.Nicolăescu-Plopșor”, Craiova. Este absolvent al Facultății de Filosofie, Universitatea din București, promoția 1984. Publică în același an în Revista de Filosofie eseul „Gânduri despre om într-o filosofie a basmului românesc”, cu recomandarea lui Constantin Noica.  Obține doctoratul în filosofie în anul 1999 cu lucrarea „O hermeneutică a conceptelor deschise”, coordonată de academicianul Gheorghe Vlăduțescu. Între 1990-1991 este bursier al Guvernului Francez, la Universitatea Sorbona I, Paris. 
Debutează în anul 1999 cu volumul „Meditații asupra istoriei românești”, pentru care primește Premiul pentru Debut al Revistei Ramuri și Premiul Uniunii Scriitorilor, filiala Oltenia. Majoritatea cărților sale sunt publicate la Editura Academiei Române. În anul 2011, primește Premiul „Mircea Florian” al Academiei Române, pentru lucrarea „Autonomia umbrei”, publicată la Editura Academiei Române.

## Tematica
Printre domeniile sale predilecte se numără filosofia culturii, istoria filosofiei, istoria ideilor. 

## Opera
- „Meditații asupra istoriei românești”, Editura Dacia, 1999
- „Constantin Noica și critica Occidentului”, Editura Cartea Românească, 2001
- „Europa faustică”, Editura Scrisul Românesc, 2003
- „Meditații asupra filosofiei românești”, Editura Aius, 2004; Premiul Uniunii Scriitorilor, filiala Oltenia
- „Filosofia vieții cotidiene”, Editura Grinta, Cluj-Napoca, 2005
- „Meditații despre occident”, Editura Academiei Române, 2005
- „Filosofia românească în zece episoade narative și un epilog dramatic”, Editura Academiei Române, 2007
- „Înfrângerea lui Robinson”, Editura Academiei Române, 2009; Premiul Uniunii Scriitorilor, filiala Oltenia
- „Abstracția iubirii.Încercare de erodicee”, Editura Academiei Române, 2010
- „Autonomia umbrei”, Editura Academiei Române, 2011
- „Prometeu moare azi. Eseu despre mult”, Editura Academiei Române, 2012
- „Critica rațiunii avare”, Editura Academiei Române, 2013
- „Nu-L cunosc pe acest om! Despre marea minciună și alte eseuri morale”, Editura Academiei Române, 2014
- „Mai e acesta oare un filosof? Eseu despre Karl Marx”, Editura Cartea Românească, 2018
- „Existența defectă”, Editura Grinta, 2019